# Anne Sexton
Anne Sexton (születési neve: Anne Gray Harvey) (Newton, Massachusetts, 1928. november 9. – Weston, Massachusetts, 1974. október 4.) amerikai költő, író, akit a nagyon személyes, „vallomásos-gyónásos költészetéről” (confessional poetry) ismerhetünk. 1967-ben Pulitzer-díjat kapott. Legfőbb témái között szerepel a depresszióval való hosszú küzdelme. Egy sikertelen öngyilkossági kísérlet után, 1974-ben halt meg.

## Korai évek, család
Newtonban látta meg a napvilágot Mary Gray Staples és Ralph Harvey gyermekeként. Gyerekkora nagy részét Bostonban töltötte, 1945-ben iratkozott be a Rogers Hall bentlakásos iskolába (Lowell, Massachusetts), később pedig egy évet a Garland Junior College-ban tanult. Bár már gyerekkorában is született néhány verse, de komolyabban csak az 1950-es évek után kezdett el írni. Egy ideig egy bostoni modellügynökségnél modellkedéssel foglalkozott, de dolgozott könyvtárosként is. 1948. augusztus 16-án házasságot kötött Alfred M. Sextonnal, akivel 1973-ig maradtak együtt. 1953-ban született meg az első lánya. 1954-ben szülés utáni depressziót (PPD, postpartum depression) állapítottak meg nála, ekkor volt az első ideg-összeomlása, be is került a Westwood Lodge idegklinikára. 1955-ben hozta világra a második kislányát, amit egy újabb összeomlás majd kórházba kerülés követett; a gyerekei ez idő alatt a férje szüleinél éltek. Ugyanebben az évben, a születésnapján, öngyilkosságot kísérelt meg.

## Költészete, munkássága
A második ideg-összeroppanása után orvosa biztatására kezdett el újra írni. Jelentkezett egy irodalmi körbe, amit John Holmes költő-kritikus vezetett (1904–1962), ezután meglepően gyors sikereket ért el a verseivel, amiket több újság is publikált, pl.: a The New Yorker, a Harper’s Magazine és a Saturday Review.
Később a Boston University-n tanult tovább, Rober Lowell-lel és az akkor már ismert költőkkel, Sylvia Plath-szal és George Starbuck-kal.
A John Holmes-sal való közös munkája alatt ismerkedett meg Maxine Kuminnal, akivel jóbarátokká váltak, és maradtak is élete végéig. Kumin és Sexton szigorúan bírálták egymás munkáját, emellett 4 gyermekkönyvet írtak együtt.
Anne Sexton munkáiban olyan tipikus női témákat boncolgat, amikről előtte nem volt szokás a költészetben értekezni, mint például a menstruáció, az abortusz, de bőven taglalja maszturbáció és házasságtörés kérdését is.
A nyolcadik verseskötete a The Awful Rowing Toward God címet kapta. A cím onnan jött, hogy találkozott egy katolikus pappal, aki bár vonakodva, de feladta rá az utolsó kenetet, majd azt mondta neki, hogy „Isten az írógépedben van” („God is in your typewriter”). Ez adott neki erőt és kitartást, hogy folytassa az életét és az írást. A The Awful Rowing Toward God és a The Death Notebooks az utolsó művei között voltak; mindkettő központi témája a halál.

## Halála

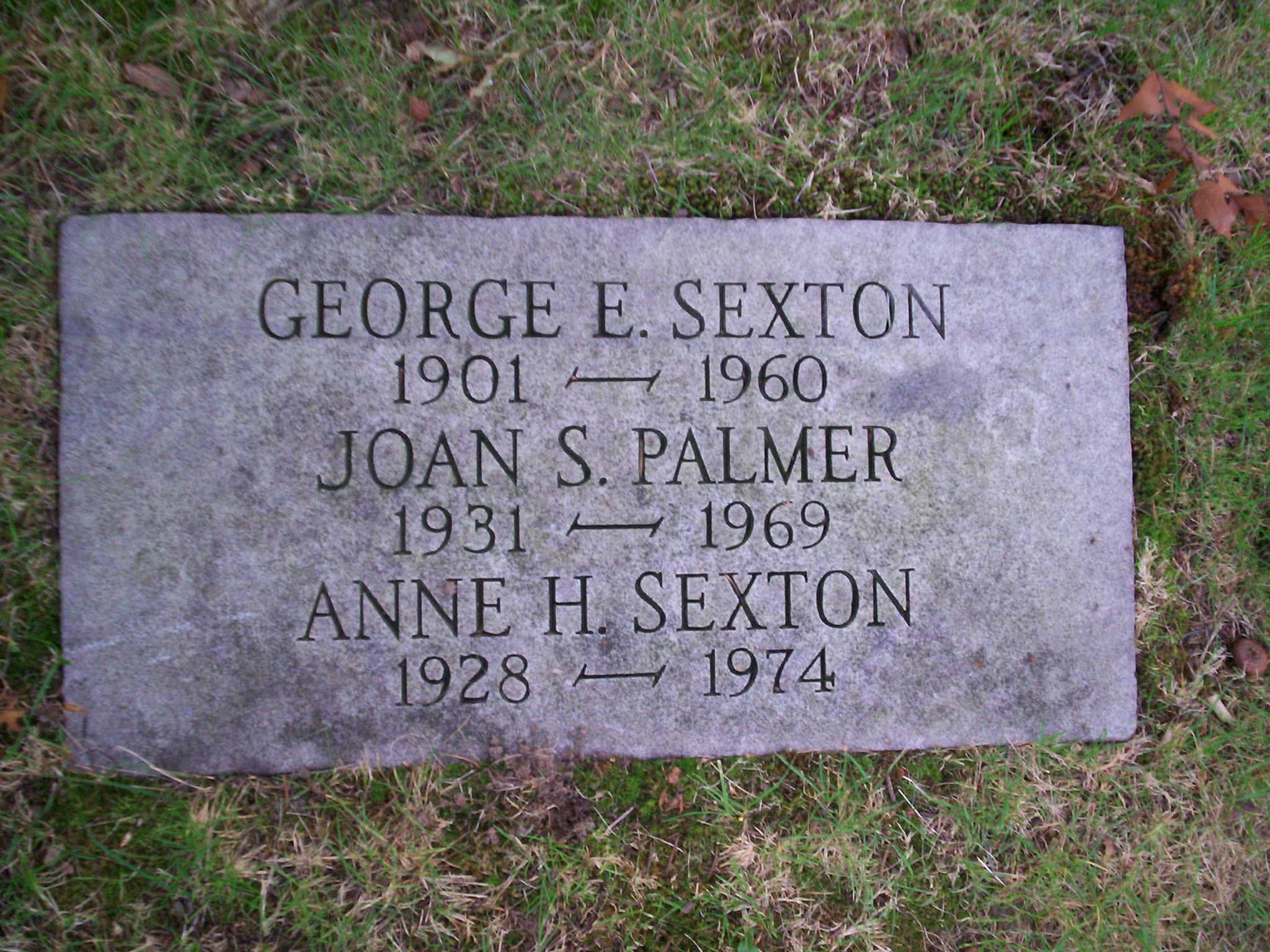
Anne Sexton sírja Bostonban

1974. október 4-én még együtt ebédelt Maxine Kuminnal, majd mikor hazament, felvette anyja régi szőrmekabátját, bezárta magát a garázsba, beindította a motort és szénmonoxid-mérgezésben meghalt.
Egy interjúban, ami a halála előtt egy évvel készült, elmondta hogy a The Awful Rowing Toward God első vázlatait 20 nap alatt írta meg, közte azokat a napokat, amikor két napra elmúlt a depressziója és három napra kijött az elmegyógyintézetből („two days out for despair and three days out in a mental hospital”). Azzal folytatta, hogy nem szeretné engedélyezni, hogy a halála előtt publikálják a verseit.
Kora egyik legkiemelkedőbb 'vallomásos-gyónásos' költőnőjévé vált; gyakran ünnepelték őt versei nyílt, őszinte látásmódja miatt.
Főleg autodidakta módon képezte magát, diplomát például végül nem is szerzett, mégis kapott egy Pulitzer-díjat, több ösztöndíjat és tiszteletbeli doktori címet is.
Sírja Bostonban található.

## Művei

### Eredeti nyelven
| Verseskötetei - To Bedlam and Part Way Back (1960) - All My Pretty Ones (1962) - Selected Poems (1964) - Live or Die (1966) - Love Poems (1969) - Transformations (1971) - The Book of Folly (1973) - The Awful Rowing Toward God (1975) - 45 Mercy Street (1976) - Words for Dr. Y.: Uncollected Poems (1978) - The Complete Poems (1981) | Próza - Anne Sexton: A Self-Portrait in Letters (1977) Gyermekkönyvek (társszerző: Maxine Kumin) - Eggs of Things (1963) - More Eggs of Things (1964) - Joey and the Birthday Present (1974) - The Wizard's Tears (1975) |

### Magyarul
- Élj vagy halj meg, fordította Fenyvesi Orsolya, Mesterházi Mónika és Szlukovényi Katalin, 21. Század Kiadó, Budapest, 2021

## Fordítás
- Ez a szócikk részben vagy egészben  az   Anne Sexton című angol Wikipédia-szócikk fordításán alapul.  Az eredeti cikk szerkesztőit annak laptörténete sorolja fel. Ez a jelzés csupán a megfogalmazás eredetét és a szerzői jogokat jelzi, nem szolgál a cikkben szereplő információk forrásmegjelöléseként.